# Ansbach
Ansbach (do XVIII wieku Onolzbach) – miasto na prawach powiatu w Niemczech, w kraju związkowym Bawaria, siedziba rejencji Środkowa Frankonia, regionu Westmittelfranken oraz powiatu Ansbach, chociaż do niego nie należy. Liczy 40.296 mieszkańców (31 grudnia 2010 r.). Najbliżej położone duże miasta: Norymberga ok. 50 km na wschód, Stuttgart ok. 100 km na południowy zachód i Monachium ok. 100 km na południowy wschód. W mieście znajduje się stacja kolejowa Ansbach.
W mieście rozwinął się przemysł elektrotechniczny, precyzyjny, maszynowy oraz spożywczy.

## Historia
W 748 na miejscu obecnego miasta powstał klasztor benedyktynów, wokół którego w ciągu następnych stuleci urosło miasto. Pierwsza pisemna wzmianka o nim pochodzi z 1221. Od 1331 miasto znajdowało się pod panowaniem Hohenzollernów frankońskich, którzy w 1415 r. zostali także margrabiami i elektorami Brandenburgii. Odtąd Ansbach, nadal będąc formalno-prawnie księstwem, miało władców noszących tytuł margrabiów. W 1486 zostało stolicą oddzielnego księstwa Ansbach, rządzonego przez boczne linie Hohenzollernów – do 1603 potomków Fryderyka I Starszego (zm. 1536), a następnie potomków Joachima Ernesta (zm. 1625), młodszego syna elektora Jana Jerzego. W 1791 księstwo zostało przyłączone do Prus, zaś w 1806 przeszło pod panowanie bawarskie. Dawna nazwa miasta to Onolzbach.
17 maja 1490 w Ansbachu urodził się Albrecht Hohenzollern, wielki mistrz zakonu krzyżackiego oraz pierwszy książę pruski, który po sekularyzacji państwa zakonnego objął w dziedziczne panowanie Prusy Książęce (tzw. hołd pruski 1525).
W 1833 w Ansbachu został zamordowany Kaspar Hauser, którego grób znajduje się na miejscowym cmentarzu, a w centrum miasta jest jego pomnik.

## Zabytki

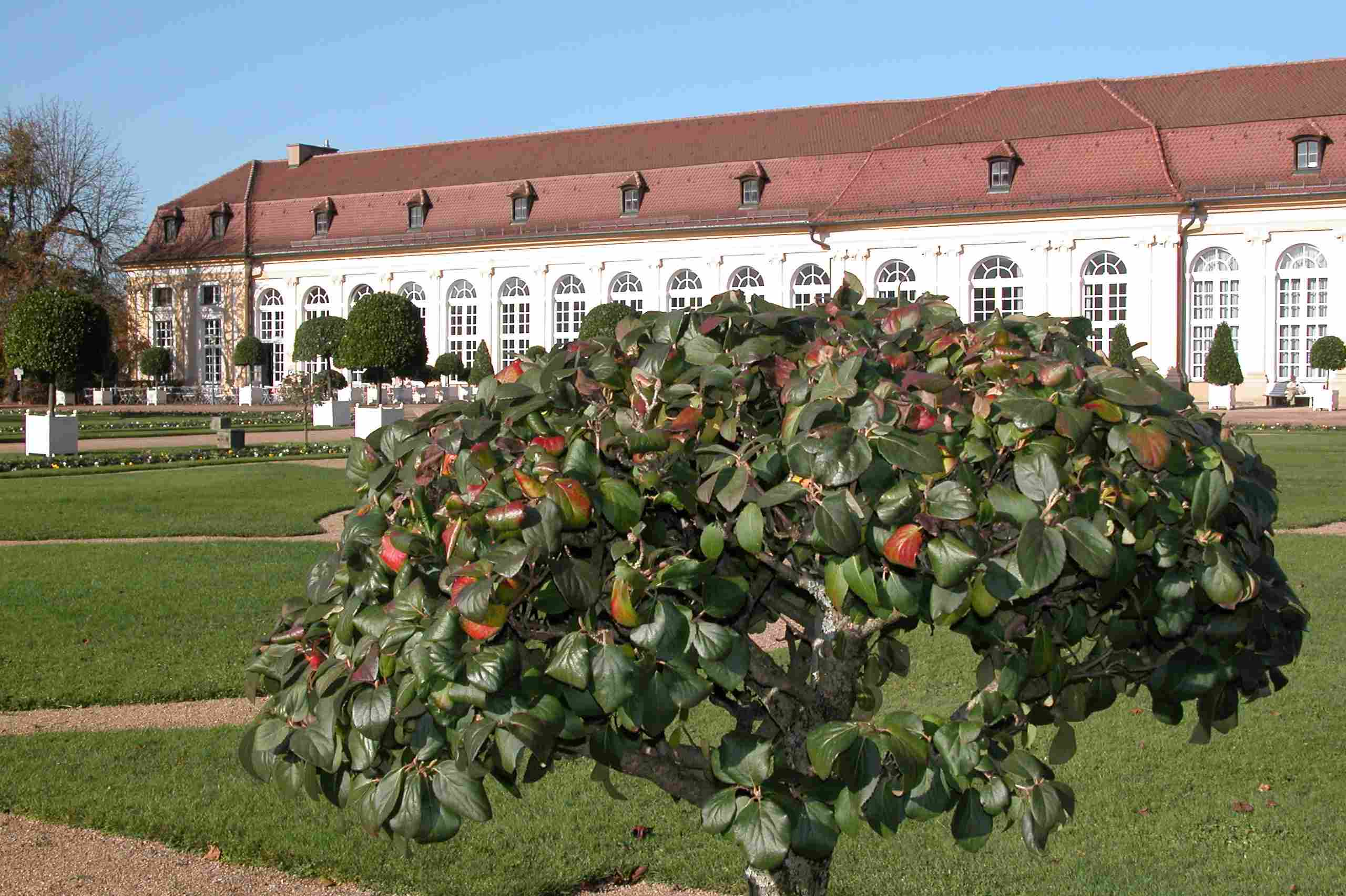
Oranżeria w Ansbachu

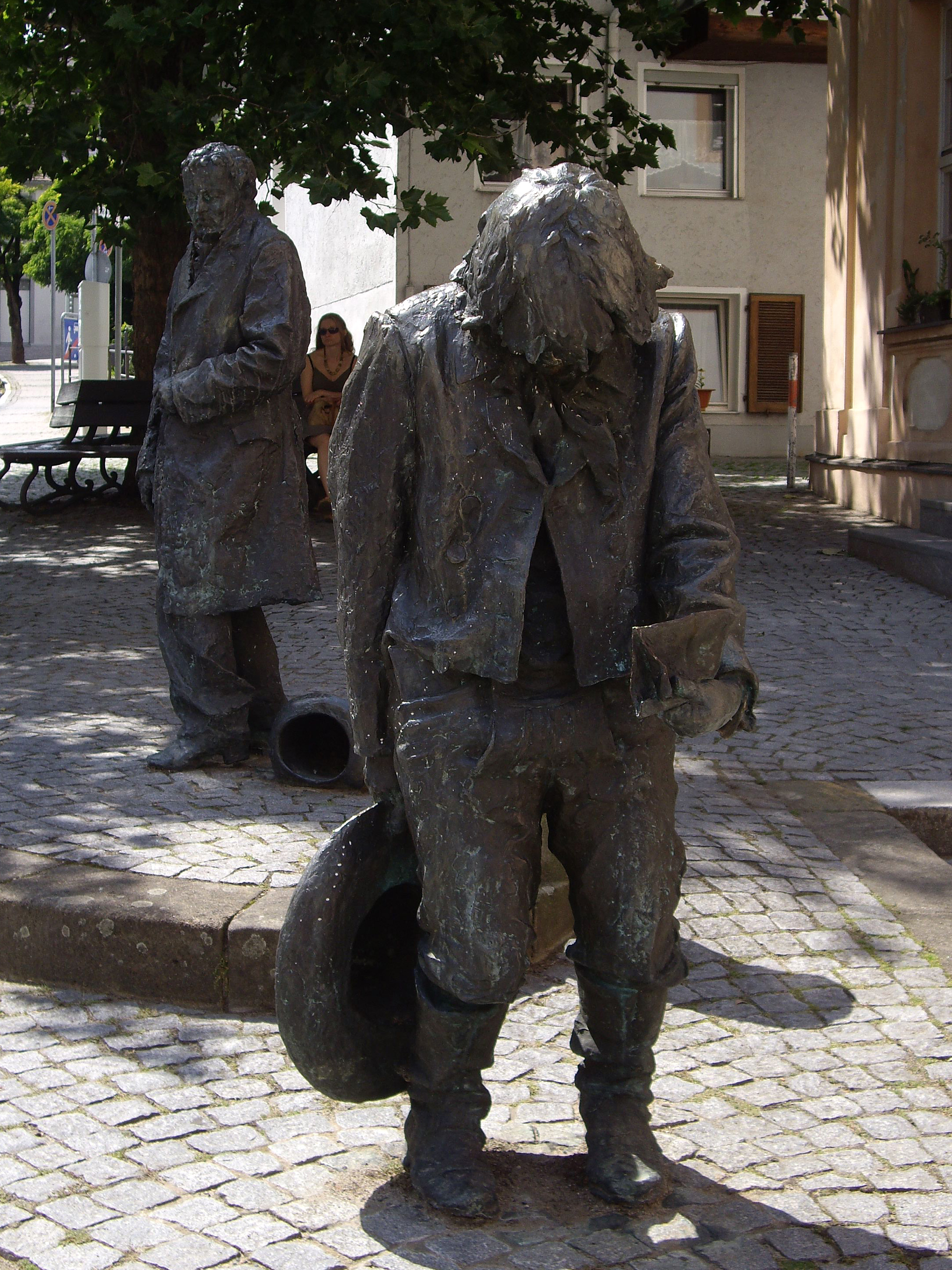
Pomnik Kaspara Hausera

- pałac margrabiów z ogrodem i Oranżerią – średniowieczny kompleks, obecny wygląd otrzymał podczas przebudowy w latach 1705–1730 oraz 1734–1745 (wnętrza). Na szczególną uwagę zasługuje galeria obrazów rokokowych oraz zbiór porcelany miśnieńskiej. Barokowy ogród pałacowy z lat 1723-1750 w czasie drugiej wojny światowej poważnie ucierpiał, został jednak odtworzony.
- budowle sakralne: kościół św. Gumberta (St. Gumbertus) i kościół św. Jana (St. Johannis)
- synagoga
- Gimnazjum Carolinum
- wieża Bismarcka